# Dziewczyny
Dziewczyny – polski zespół muzyczny wykonujący pop, powstały w 2008 jako duet wokalistek, Anny Karamon i Aleksandry Nowak. Skład uzupełnili: perkusista Bogusz Wekka, kontrabasista Maciek Matysiak, gitarzysta Krzysztof Łochowicz i  perkusista Artur Lipiński. Zespoł w 2011 wziął udział w pierwszej polskiej edycji programu X Factor.

## Dyskografia
Albumy
| Rok  | Tytuł                                                                 | Pozycja na liście |
| Rok  | Tytuł                                                                 | POL               |
| ---- | --------------------------------------------------------------------- | ----------------- |
| 2010 | Dziewczyny z sąsiedztwa - Data: 8 marca 2010 - Wydawca: Bobart Studio | 29                |

Kompilacje różnych wykonawców
| Rok  | Tytuł                         | Utwór                               | Źródło |
| ---- | ----------------------------- | ----------------------------------- | ------ |
| 2014 | Panny wyklęte: wygnane vol. 1 | - Dziewczyny, MRR – "Tułacze"       | [ 4 ]  |
| 2015 | Panny wyklęte: wygnane vol. 2 | - Dziewczyny, MRR – "Byś wolny był" | [ 5 ]  |

## Teledyski
| Rok  | Tytuł               | Reżyseria        | Album                   |
| ---- | ------------------- | ---------------- | ----------------------- |
| 2009 | ”Chimera”           | Jacek Kościuszko | Dziewczyny z sąsiedztwa |
| 2009 | ”Nie ma zimy w nas” | Jacek Kościuszko | Dziewczyny z sąsiedztwa |
| 2010 | ”A gdyby tak”       | Jacek Kościuszko | Dziewczyny z sąsiedztwa |
| 2010 | ”Cash box”          | Jacek Kościuszko | Dziewczyny z sąsiedztwa |